# Bulbophyllum omerandrum
Bulbophyllum omerandrum är en orkidéart som beskrevs av Bunzo Hayata. Bulbophyllum omerandrum ingår i släktet Bulbophyllum och familjen orkidéer. Inga underarter finns listade i Catalogue of Life.